# Vallsjöarna, Dalarna
Vallsjöarna är en sjö i Orsa kommun i Dalarna och ingår i Dalälvens huvudavrinningsområde. Sjön har en area på 0,106 kvadratkilometer och ligger 466 meter över havet. Sjön avvattnas av vattendraget Ångsvasseln.

## Delavrinningsområde
Vallsjöarna ingår i det delavrinningsområde (680023-144727) som SMHI kallar för Utloppet av Vallsjöarna H 465. Medelhöjden är 492 meter över havet och ytan är 8,99 kvadratkilometer. Det finns inga avrinningsområden uppströms utan avrinningsområdet är högsta punkten. Ångsvasseln som avvattnar avrinningsområdet har biflödesordning 4, vilket innebär att vattnet flödar genom totalt 4 vattendrag innan det når havet efter 359 kilometer. Avrinningsområdet består mestadels av skog (40 procent) och sankmarker (54 procent). Avrinningsområdet har 0,23 kvadratkilometer vattenytor vilket ger det en sjöprocent på 2,5 procent.